# Гірничий нагляд
Гірни́чий на́гляд (рос.горный надзор; англ. mine inspection, supervision, mining supervision, mine supervision; нім. Bergbehörde f) –
1) Технічна служба на гірничих підприємствах і в геологорозвідувальних партіях, що забезпечує державний контроль за правильною організацією робіт та експлуатацією родовищ корисних копалин, безпекою ведення гірничих робіт та заходами охорони надр.
2) Система заходів, скерована на дотримання всіма міністерствами, комітетами, підприємствами, установами і громадянами встановленого порядку користування надрами. Охоплює виконання вимог з охорони надр, з безпечного ведення робіт, пов'язаних з використанням надр, з попередження і усунення їх шкідливого впливу на населення, навколишнє природне середовище, будови і споруди, з дотримання підприємствами по видобуванню корисних копалин установленого порядку, обліку запасів корисних копалин, а також інших правил і норм законодавства про надра.
Гірничий нагляд здійснюється Держохоронпраці.